# John, Georgie i cała reszta
John, Georgie i cała reszta (ang. Hearts Afire, 1992–1995) – amerykański serial komediowy stworzony przez Lindę Bloodworth-Thomason i Harry'ego Thomasona.
Światowa premiera serialu miała miejsce 14 września 1992 roku na kanale CBS. Ostatni odcinek został wyemitowany 1 lutego 1995 roku. W Polsce serial nadawany był dawniej na kanale TVP2.

## Obsada
- John Ritter jako John Hartman
- Markie Post jako Georgie Anne Lahti Hartman
- Billy Bob Thornton jako Billy Bob Davis
- Doren Fein jako Carson Lee Davis
- Clark Duke jako Elliot Hartman
- Fabiana Udenio jako Natasha Francis
- George Gaynes jako Strobe Smithers
- Adam Carl jako Adam Carlson
- Justin Burnette jako Ben Hartman
- Beth Broderick jako Dee Dee Starr
- Jordan Benedict jako Russell
- Edward Asner jako George Lahti

i inni